# 洪若翰
讓·德·豐特內（法語：Jean de Fontaney，1643年—1710年），漢名洪若翰，法国人，耶稣会传教士，与白晋等五人，受法国国王路易十四派遣，前往中国传教。因向康熙帝奉献金鸡纳霜（奎宁）而治好康熙帝的疟疾而闻名。